# Nordisk Råds Filmpris
Nordisk Råds Filmpris er den nyeste af Nordisk Råds priser. Første gang der uddeltes en filmpris var i forbindelse med Nordisk Råds 50-års jubilæum i 2002. Prisen uddeles fast fra 2005 og er på 350.000 danske kroner, der deles mellem manuskriptforfatter, instruktør og producent.
Nordisk Film- & TV Fond administrerer prisen på vegne af Nordisk Råds. Vinderen af filmprisen vælges af en uafhængig jury, der er udvalgt af de respektive nordiske landes filminstitutter blandt kritikere og analytikere.

## Prismodtagere
- 2002: Manden uden fortid (Mies vailla menneisyyttä). Manuskript, instruktion og produktion: Aki Kaurismäki. Finland.
- 2005: Drabet. Instruktion: Per Fly, manuskript: Kim Leona, Dorte Høgh, Mogens Rukov og Per Fly, produktion: Ib Tardini. Danmark.
- 2006: Zozo. Instruktion og manuskript: Josef Fares, produktion: Anna Anthony. Sverige.
- 2007: Kunsten at græde i kor. Instruktion: Peter Schønau Fog, manuskript: Bo Hr. Hansen, produktion: Thomas Stenderup. Danmark.
- 2008: Du levende. Instruktion og manuskript: Roy Andersson, produktion: Pernilla Sandström. Sverige.
- 2009: Antichrist. Instruktion og manuskript: Lars von Trier, produktion: Meta Louise Foldager. Danmark.
- 2010: Submarino. Instruktion: Thomas Vinterberg, manuskript: Tobias Lindholm, produktion: Morten Kaufmann. Danmark.
- 2011: Svinlängorna. Instruktion: Pernilla August, manuskript: Pernilla August og Lolita Ray, produktion: Helena Danielsson og Ralf Karlsson. Sverige.
- 2012: Play. Instruktion: Ruben Östlund, produktion: Erik Hemmendorff. Sverige. [1]
- 2013: Jagten. Instruktion: Thomas Vinterberg. Danmark[2]
- 2014: Om heste og mænd. Instruktion og manuskript Benedikt Erlingsson, produktion: Friðrik Þór Friðriksson. Island
- 2015: Fúsi (Virgin Mountain) af Dagur Kári (manuskript og instruktion), Baltasar Kormákur og Agnes Johansen (producenter). Island.[3]
- 2016: Louder Than Bombs af Joachim Trier, (instruktør, manuskript og producer) Eskil Vogt (manuskript og producer) og Thomas Robsahm (producer), Norge.[4]
- 2017: Little Wing af Selma Vilhunen (manuskript og instruktion), Kaarle Aho og Kai Nordberg (producere), Finland.[5]
- 2018: Kvinde på krigsstien af Benedikt Erlingsson (instruktør), Island.[6]
- 2019: Dronningen af May el-Toukhy (instruktør)! Danmark.[7]
- 2020: Barn af Dag Johan Haugerud (manuskript og instruktion), Yngve Sæther (producer), Norge.
- 2021: Flugt (international titel: Flee) af Jonas Poher Rasmussen (manuskript og instruktion), Monica Hellström, Charlotte de la Gournerie og Signe Byrge Sørensen (producere)[8], Danmark.
- 2022: Lamb af Sjón (manuskript), Valdimar Jóhannsson (manuskript og instruktion), Hrönn Kristinsdóttir og Sara Nassim (produktion), Island.[9]
- 2023: Viften (instruktion: Frederikke Aspöck, manuskript: Anna Neye og producenter: Pernille Munk Skydsgaard, Nina Leidersdorff og Meta Louise Foldager Sørensen), Danmark[10]
- 2024: Sex (instruktion og manuskript: Dag Johan Haugerud, producenter: Hege Hauff Hvattum og Yngve Sæther), Norge[11]

## Ekstern henvisning
- Filmprisens hjemmeside hos Nordisk Film og TV Fond
- Nordisk Råds Filmpris på norden.org
- Nordisk Film & TV Fond
- Nordisk Film & TV Fond – de fem nominerede film for 2010 (Webside ikke længere tilgængelig)